# 仙台市歴史民俗資料館
仙台市歴史民俗資料館（せんだいしれきしみんぞくしりょうかん）は、宮城県仙台市宮城野区の榴岡公園の中にある仙台市立の資料館である。1979年（昭和54年）に開館した。近代以降の仙台地域における庶民生活に関わるものを資料として、これを調査、研究、展示している。
資料館の建物は1874年（明治7年）に建てられた歩兵第4連隊の兵舎であり、兵舎の1棟が移築されて資料館として用いられている。これは宮城県において現存する最古の洋風木造建築物であり、仙台市指定の有形文化財である。

## 収蔵品
2024年（令和6年）3月末時点におけるこの資料館の資料登録数は9万8570点である。明治時代以降の庶民生活に関わる資料が研究対象だが、資料館の建物が陸軍の兵舎であることから、軍隊や平和に関する資料も扱われる。
駄菓子店の「石橋屋」が寄贈した仙台駄菓子の資料も収蔵されている。

## 歴史的な建築物として
仙台市歴史民俗資料館の建物は、1874年（明治7年）竣工の歩兵第4連隊の兵舎を移築したもので、宮城県内に現存する最古の洋風木造建築物である。戦後にアメリカ軍がこれを接収して1956年（昭和31年）まで利用し、またアメリカ軍から返還されてからは1975年（昭和50年）まで東北管区警察学校として使われた。この建物群は1棟を除き1977年（昭和52年）までに取り壊されたが、旧第11中隊兵舎だけが残され、これが資料館として移築、利用されることになった。
建物は木造二階建ての瓦葺きの寄棟造で、布基礎は安山岩の切石積み、壁は漆喰塗である。外観には、洋風円柱のポーチや玄昌石のコーナーストーン、館内には雲形の彫刻を持つ階段、ガラス入り上下窓などの特徴がみられる。
建物内部は用途により度々、改造されているが、兵舎だった頃の面影が一部に残っている。また2階の一室は兵舎として使われていた頃の状態に復元されている。